# Robert Dalban
Robert Dalban, född 19 juli 1903 i Celles-sur-Belle, död 3 april 1987 i Paris, var en fransk skådespelare. Dalban filmdebuterade 1934 och medverkade från 1940-talet mycket frekvent i franska film och TV-produktioner fram till sin död 1987. Han hade då gjort över 200 filmroller, majoriteten i biroller.

## Filmografi, urval
- 1947 – Icke skyldig
- 1947 – Polishuset
- 1947 – Över alla gränser
- 1949 – Farlig hamn
- 1950 – De gula strecken
- 1950 – Lidelsernas kaj
- 1952 – Sanningens minut
- 1955 – De djävulska
- 1956 – Människor utan betydelse
- 1959 – Vittnet är farligt
- 1960 – En vindskupa i Pigalle
- 1961 – Falskmyntarna
- 1963 – Tuffa killar med revolver
- 1965 – Fantomas slår till igen
- 1966 – Den stora restauranten
- 1970 – Le Distrait
- 1972 – Den långe blonde med en svart doja
- 1978 – Blyg man gör så gott han kan
- 1981 – La Chèvre
- 1983 – Les Compères